# Philorus ezoensis
Philorus ezoensis är en tvåvingeart som beskrevs av Kitakami 1931. Philorus ezoensis ingår i släktet Philorus och familjen Blephariceridae. Inga underarter finns listade i Catalogue of Life.